# Víktor Tkachov
Vyacheslav Matvéievich Tkachov (Вячеслав Матвеевич Ткачёв, 1885-1965) nació en septiembre del año 1885, stanitsa Kelerméskaya de la comunidad de cosacos de Kubán. Desde el año 1906 hasta 1911 Tkachov se desempeña como oficial de artillería. En 1911 Vyacheslav Tkachov termina con éxito cursos de aviación en una escuela privada en Odesa. En 1912 se graduó en la Escuela de Oficiales de Aviación en Sebastopol. En 1913 Tkachov establece el récord de sobrevuelo en aeroplano Newport en trayecto Kiev-Odesa-Kerch-Tamán-Ekaterinodar. El mismo año participa en el proceso de formación, preparación y capacitación de los pilotos de la primera escuadrilla aérea del Ejército Imperial Ruso - 3.ª unidad aérea en Kiev, donde comparte experiencia profesional y mantiene amistad personal con otros pilotos legendarios rusos -Ígor Sikorski y Piotr Nésterov. Antes de la Primera Guerra Mundial, en agosto del 1914 asume la comandancia de la unidad N20 del regimiento de Lida.
Durante la Primera Guerra Mundial participa en innumerables misiones de reconocimiento aéreo, también en los primeros combates aéreos contra pilotos enemigos. 
En diciembre de 1914 Vyacheslav Tkachov se convierte en el primer piloto de Rusia que derriba en un combate aéreo a un avión enemigo utilizando un armamento. En aquella época los aviones todavía no se equipaban con armamento como tal y Tkachov derribó un aeroplano alemán Albatros, disparándolo con su arma personal, un revólver. Fue el primer piloto del Imperio ruso galardonado con la Cruz San Jorge.
Al inicio del año 1917, el coronel Tkachov es nombrado comandante de la División Aérea, posteriormente asume el cargo del comandante de aviación en el Frente Sur-Oeste. Desde el 6 de junio de 1917, Tkachov es comandante de Aviación y de Operaciones Aéreas, miembro del Estado Mayor de Comandancia en Jefe. De esta manera, el general Tkachov, cosaco nativo de Kubán, se convirtió en el primer Comandante de la Fuerza Aérea de Rusia y el primer piloto de guerra de este país. Los primeros libros teóricos del combate aéreo en Rusia fueron desarrollados por este piloto, basándose en su extensa propia experiencia.
Tkachov participó en la Primera Guerra Mundial, así como en la guerra civil rusa, luchando como piloto de guerra contra el Ejército Rojo. Posteriormente emigró a Yugoslavia.
Durante la Segunda Guerra Mundial los alemanes lo llamaron en muchas ocasiones a unirse a sus filas para combatir contra el Ejército Soviético, al igual que otros sus compatriotas cosacos. Tkachov se niega tajantemente a colaborar con los nazis. Sin embargo, al término de la guerra, Stalin y el gobierno soviético nunca perdonaron su participación en la guerra civil rusa en el bando del Ejército Blanco en contra de los bolcheviques. Fue apresado por los efectivos del servicio secreto soviético en Yugoslavia, llevado a la Unión Soviética y condenado a 10 años de trabajos forzados en Siberia.